# Bangya János
Illosfalvi Bangya János (Mehemed bej) (Apaj, 1817. december 2. – Konstantinápoly, 1868. február 16.) honvéd ezredes, újságíró, különböző titkosszolgálatok ügynöke.

## Élete
Magyar nemes családból származott. Apja Bangya Miklós, komárom vármegyei táblabíró és Koltán földbirtokos volt. Bangya János hamar elhagyta szülőhelyét, és a nagyszombati katonai intézetbe került. 1834-ben hadapródként lépett a császári hadseregbe. 1836-ban Milánóban gránátos őrmesterként szolgált, amikor átlépett a bécsi nemesi testőrséghez. Az 1848-ban alakuló honvéd hadsereg számos magas rangú tisztjéhez hasonlóan itt szerezte katonai szaktudását. 1839-ben kilépett a császári hadseregből és hat éven át az akkori bécsi erdélyi udvari ágens (Baksy) irodájának főnöke volt. 1846-ban Bazinban Vital Antonia úrhölgygyel házasságra lépett és újságíróként működött. 1848-ban jelen volt a pozsonyi országgyűlésen. Miután a kormány és országgyűlés a fővárosba tette át székhelyét, ő is utánuk ment. 1848 szeptemberében belépett a honvéd hadseregbe és a Perczel Mór által megszervezett Zrínyi-szabadcsapat századosa lett. A pákozdi csata után részt vett Perczel Mór muraközi hadműveleteiben. 1848 decemberében őrnaggyá léptették elő, és a Zrínyi-szabadcsapatból alakított 35. honvédzászlóalj[forrás?] parancsnoka lett. Részt vett a fő hadszintér tavaszi és nyári hadműveleteiben. 1849 júniusában Kazinczy Lajos tartalék hadtestéhez vezényelték, ahol alezredes és tábori térparancsnok lett. Kazinczy 1849. augusztus 25-ei zsibói fegyverletétele után a komáromi várba szökött, ahol Klapka György ezredessé léptette elő és a vár katonai rendőrségének parancsnokává nevezte ki. A komáromi fegyverletétel után külföldre távozott. 
1854-ig hírlapíróként Londonban és Párizsban élt. Korabeli bécsi dokumentumok nyilvánosságra hozatalakor vált ismertté, hogy jelentéseket küldött a magyar emigrációról az osztrák titkosrendőrségnek. Később a porosz rendőrség szolgálatában Karl Marx bizalmába férkőzött, és a körülötte tevékenykedő rendőri besúgók közül a legtöbb sikerrel tevékenykedett. Marx levelei arról tanúskodnak, hogy 1852-ben már teljes mértékben megbízott Bangyában, arra is felkérte, hogy csatlakozzon a Kommunista Ligához. Bangya később III. Napóleon francia császár ügynökeként is tevékenykedett..
1854 májusában, mikor már bizonyossá vált az orosz–török háború, Konstantinápolyba ment és felajánlotta szolgálatát a török kormánynak. Mint táborkari főnököt, ezredesi ranggal az ázsiai törzskarhoz Musztafa pasa mellé rendelték. Ekkor áttért a muszlim hitre és felvette Mehemed bej nevet. Később cserkeszföldi érdemeiért felvehette a Karabatir előnevet. Számos elismerést és ajándékot nyert, köztük egy tatár herceg 15 éves szép árva leányát, akitől négy gyermeke született: három leány (Hatikhe, Fatime és Adile) és egy fiú (Musztafa Aszim bej). Élete végén a török csendőrség ezredese és a minisztériumban a rendőrség vezetője volt.

## Művei
1848. március 22-én a német érzelmű Neustadt Adolftól átvette a Pressburger Zeitungot és azt szabadelvű irányban szerkesztette. Pestre költözése után innen küldte tudósításait az általa Pozsonyban alapított és szerkesztett Hungaria című hetenként kétszer megjelenő politikai hírlapba (júliustól augusztus 31-éig, amikor a lap a 25. számmal megszűnt). Pesten Zerffivel az Ungar című lapnál is működött. Párizsban való tartózkodása alatt kőnyomatú lapot alapított.